# Софіївка (Алчевський район)
Софі́ївка — селище в Україні, в Алчевській міській громаді Алчевського району Луганської області. Населення становить 576 осіб. До 2020 орган місцевого самоврядування — Центральна селищна рада.

## Історія
12 червня 2020 року, відповідно до Розпорядження Кабінету Міністрів України  № 717-р «Про визначення адміністративних центрів та затвердження територій територіальних громад Луганської області», увійшло до складу Алчевської міської громади.
17 липня 2020 року, в результаті адміністративно-територіальної реформи та ліквідації Перевальського району увійшло до складу Алчевського району.

## Населення

### Мова
Розподіл населення за рідною мовою за даними перепису 2001 року:
| Мова            | Кількість | Відсоток |
| --------------- | --------- | -------- |
| українська      | 447       | 77.60%   |
| російська       | 113       | 19.62%   |
| вірменська      | 11        | 1.91%    |
| білоруська      | 1         | 0.17%    |
| інші/не вказали | 4         | 0.70%    |
| Усього          | 576       | 100%     |